# Trekljano
Trekljano of Treklyano (Bulgaars: Трекляно) is een dorp en een gemeente in de Bulgaarse oblast Kjoestendil. Op 31 december 2020 telde de gemeente Trekljano 768 inwoners, waarvan 310 in het gelijknamige dorp Trekljano en de overige 458 verspreid over 18 andere dorpen.

## Geografie
De gemeente Trekljano ligt in het noordwestelijke deel van de oblast Kjoestendil. Met een oppervlakte van 237,6 vierkante kilometer is het de vijfde gemeente qua oppervlakte, oftewel 7,79% van de oblast.  De grenzen zijn als volgt:
- in het noorden - gemeente Tran, oblast Pernik;
- in het oosten - gemeente Zemen, oblast Pernik;
- in het zuiden - de gemeente Kjoestendil;
- in het westen - Servië.

## Bevolking
Trekljano is de kleinste gemeente in Bulgarije qua inwonersaantal. Volgens de laatste cijfers van het Nationaal Statistisch Instituut van Bulgarije uit 2020 woonden er slechts 768 personen in de gemeente, waarvan 310 in de ‘hoofdplaats’ Trekljano. Vanaf de tweede helft van de twintigste eeuw kampt de gemeente met een intensieve bevolkingskrimp. In 1934 woonden er bijvoorbeeld 11.672 mensen in de gemeente Trekljano, waarvan 1.925 in het dorp Trekljano. De massale emigratie van de plattelandsbevolking naar grotere steden in Bulgarije en naar het buitenland is de belangrijkste oorzaak voor de extreme ontvolking van dit gebied. Bovendien heeft de gemeente, vanwege het tekort aan jongvolwassenen en de daarmee samenhangende vergrijzing, een negatieve natuurlijke bevolkingsgroei: in 2019 werden er slechts 3 kinderen geboren, terwijl er 39 personen stierven.
|          | 1934   | 1946   | 1956  | 1965  | 1975  | 1985  | 1992  | 2001  | 2011 | 2020 |
| -------- | ------ | ------ | ----- | ----- | ----- | ----- | ----- | ----- | ---- | ---- |
| Stad     | 1 925  | 1 709  | 1 362 | 986   | 733   | 712   | 561   | 436   | 272  | 310  |
| Gemeente | 11 672 | 10 217 | 7 304 | 4 618 | 3 001 | 2 207 | 1 659 | 1 142 | 629  | 768  |

### Religie
De laatste volkstelling werd uitgevoerd in februari 2011 en was optioneel. Van de 629 inwoners reageerden er 604 op de volkstelling. Van deze 604 respondenten waren er 562 lid van de Bulgaars-Orthodoxe Kerk, oftewel 93% van de ondervraagden. De rest van de bevolking had een andere geloofsovertuiging of was niet religieus. 
| Religieuze samenstelling in februari 2011 | Religieuze samenstelling in februari 2011 | Religieuze samenstelling in februari 2011 | Religieuze samenstelling in februari 2011 | Religieuze samenstelling in februari 2011 |
| ----------------------------------------- | ----------------------------------------- | ----------------------------------------- | ----------------------------------------- | ----------------------------------------- |
|                                           |                                           |                                           |                                           |                                           |
| Bulgaars-Orthodoxe Kerk                   | Bulgaars-Orthodoxe Kerk                   |                                           | 93,05%                                    | 93,05%                                    |
| Katholieke Kerk                           | Katholieke Kerk                           |                                           | 0,83%                                     | 0,83%                                     |
| Protestantisme                            | Protestantisme                            |                                           | 0,00%                                     | 0,00%                                     |
| Islam                                     | Islam                                     |                                           | 0,00%                                     | 0,00%                                     |
| Geen                                      | Geen                                      |                                           | 1,49%                                     | 1,49%                                     |
| Anders/ Onbekend                          | Anders/ Onbekend                          |                                           | 4,63%                                     | 4,63%                                     |

## Gemeente Trekljano
De gemeente Trekljano bestaat uit de onderstaande 19 nederzettingen:
| - Bazovitsa - Brest - Dobri Dol - Dolni Koriten - Dolno Kobile - Dragojtsjintsi - Gabresjevtsi - Gorni Koriten - Gorno Kobile - Kiselitsa | - Kosovo - Metochija - Pobit Kamak - Sredorek - Soesjitsa - Trekljano (hoofdplaats) - Tsjeshljantsi - Oesji - Zlogosj |

Bobosjevo - Bobov Dol - Doepnitsa - Kotsjerinovo - Kjoestendil - Nevestino - Rila - Sapareva Banja - Trekljano